# K-20 괴도가면
K-20 괴도가면(K-20 怪人二十面相, K-20 : Legend of the Mask)은 일본에서 제작된 사토 시마코 감독의 2008년 액션, 모험, 코미디 영화이다. 금성무 등이 주연으로 출연하였다.

## 출연

### 주연
- 금성무
- 마츠 다카코
- 나카무라 토오루

### 조연
- 혼고 카나타
- 이마이 유키
- 카가 타케시
- 카나메 준
- 키노 하나
- 코히나타 후미요
- 쿠니무라 준
- 쿠시다 카즈요시
- 마스오카 토오루
- 마츠시게 유타카
- 아타키 히데지
- 시마다 큐사쿠
- 다카시마 레이코

## 제작진
- 원작자: 키타무라 소
- 미술: 안리 카미조